# Protokollarische Rangordnung
Eine protokollarische Rangordnung (auch Vortritt oder Präzedenz) ist eine Liste, die verschiedene Personen – hauptsächlich die Träger hoher Staatsämter – ihrer nominellen Bedeutung nach ordnet.
In jedem Staat und auch im diplomatischen Protokoll gibt es eine offizielle oder inoffizielle protokollarische Rangordnung. Heutzutage dient sie vor allem zeremoniellen Zwecken – z. B., wer bei Reden zuerst anzusprechen ist oder wer bei Staatsbanketten an welcher Stelle sitzt.
Die protokollarische Rangordnung entspricht nicht notwendigerweise der tatsächlichen politischen Bedeutung der auf ihr aufgeführten Ämter oder Personen.
In Monarchien ist die Präzedenz meist sehr genau durch den Hof geregelt und jedes Amt in einer Hofrangliste im Hofkalender veröffentlicht (siehe auch Hofrangordnung); Republiken behandeln den protokollarischen Vorrang dagegen wesentlich flexibler.

## Diplomatisches Protokoll
Die Diplomatie kennt z. B. folgende Präzedenzregeln:
- Ein Staatsoberhaupt rangiert vor einem Regierungschef, der seinerseits vor einem Minister rangiert. Des Weiteren gilt: Ein ausländischer Gast rangiert vor seinem inländischen Pendant, ausgenommen davon ist das Staatsoberhaupt des Gastgeberlandes.
- Unter Gleichrangigen kann das Anciennitätsprinzip zur Anwendung kommen – das heißt, der Amtsälteste hat Vorrang. Wenn mehrere Personen das gleiche Amtsalter haben, ist ihre Reihenfolge nach dem natürlichen Alter (Senioritätsprinzip).
- In vielen Staaten gilt der Apostolische Nuntius, der päpstliche Botschafter, als Doyen, also als ranghöchster Diplomat.

Die Rangordnung unter Diplomaten ist im Wiener Übereinkommen über diplomatische Beziehungen vom 18. April 1961 festgelegt.

## Einzelne Staaten

### Deutschland
In Deutschland besteht keine verbindlich festgelegte protokollarische Rangordnung. Anerkannt ist nur, dass der Bundespräsident als Staatsoberhaupt der protokollarisch ranghöchste Repräsentant des Staates ist. Allerdings ergibt sich aus der Staatspraxis eine inoffizielle Rangfolge:
1. Bundespräsident (Staatsoberhaupt)
2. Präsident des Deutschen Bundestages (Vertreter der Legislative)
3. Bundeskanzler der Bundesrepublik Deutschland (Vertreter der Exekutive)
4. Präsident des Bundesrates (offizieller Stellvertreter des Bundespräsidenten, Vertreter der Bundesländer)
5. Präsident des Bundesverfassungsgerichts (Vertreter der Judikative)

Weitere Rangfragen werden im Einzelfall im Rahmen der Platzierung berücksichtigt.

### Österreich
Der Bundespräsident als Staatsoberhaupt führt die österreichische protokollarische Rangordnung an. Nach ihm rangieren der katholische Kardinal in Österreich, der Bundeskanzler und der Präsident des Nationalrates.

### Schweiz
Obwohl in der Schweiz der Nationalratspräsident oft als „höchster Schweizer“ bezeichnet wird, geht er in der offiziellen Rangordnung dem Bundespräsidenten und den anderen Mitgliedern des schweizerischen Regierungskollegiums im Range nach.

### Belgien
An der protokollarischen Spitze Belgiens steht der König der Belgier, gefolgt von der Königin und weiteren Mitgliedern der königlichen Familie. Es folgen die Würdenträger der katholischen Kirche in Belgien, dann die Vertreter der Europäischen Union und der belgischen Politik.

### Frankreich
An der protokollarischen Spitze Frankreichs steht der Präsident der Republik, gefolgt vom Premierminister und vom Präsidenten des Senats.

### Italien
In Italien führt der Staatspräsident (Presidente della Republica) die protokollarische Rangordnung an. Ihm folgen der Senatspräsident (Presidente del Senato), der Präsident des Abgeordnetenhauses (Presidente della Camera), der Premierminister (Presidente del Consiglio) und schließlich der Präsident des Verfassungsgerichtshofes (Presidente della Corte Costituzionale).

### Kanada
Wie in allen Commonwealth Realms steht an der Spitze der kanadischen Rangordnung Charles III., hier in seiner Rolle als König von Kanada. Nach ihm rangieren der Generalgouverneur und der Premierminister Kanadas.

### Polen
In Polen wird die Rangordnung aus der Verfassung abgeleitet. Demnach nimmt der Präsident der Republik Polen, der in der Verfassung als Staatsoberhaupt definiert ist, die erste Stelle ein, gefolgt von den ihn bei Verhinderung vertretenden Parlamentskammerpräsidenten Sejmmarschall und Senatsmarschall. Die vierte Stelle nimmt der Präses des Ministerrates ein.

### Vereinigtes Königreich
Die einzelnen Teile des Vereinigten Königreiches – England, Wales, Schottland und Nordirland – verfügen je über eine eigene protokollarische Rangordnung. Die oberen Ränge sind überall König Charles III. und der königlichen Familie vorbehalten.

### Vereinigte Staaten
Der Präsident der Vereinigten Staaten als Staatsoberhaupt und Regierungschef führt in den USA zusammen mit der First Lady die protokollarische Rangordnung an, gefolgt vom Vizepräsidenten mit Partnerin und vom Sprecher des Repräsentantenhauses.

### Volksrepublik China
An der Spitze der protokollarischen Rangordnung der Volksrepublik China stehen die Mitglieder des Ständigen Ausschusses des Politbüros der Kommunistischen Partei Chinas, ihrerseits angeführt von Xi Jinping.